# 4839 Дайсецудзан
4839 Дайсецудзан (4839 Daisetsuzan) — астероїд головного поясу, відкритий 25 серпня 1989 року.
Тіссеранів параметр щодо Юпітера — 3,490.